# Grote Prijs Gerrie Knetemann
De GP Gerrie Kneteman was een wielerwedstrijd ter ere van de overleden Gerrie Knetemann. De rit werd voor het eerst in 2006 gereden en in 2007 de laatste editie. De rit werd in en rond Oosterbeek gereden.
Op 7 april 2008 werd besloten om de koers in 2008 niet door te laten gaan. Dit was vanwege het ontbreken van een hoofdsponsor. De organisatie besloot dit te doen zodat ze een jaar extra tijd hebben om een nieuwe hoofdsponsor te vinden. Begin december 2008 werd bekend dat de organisatie er definitief mee stopt.

## Uitslagen

### Mannen
| Jaar | 1e Plaats      | 2e Plaats         | 3e Plaats          |
| ---- | -------------- | ----------------- | ------------------ |
| 2006 | Roy Sentjens   | Steven Kruijswijk | Albert Timmer      |
| 2007 | Olivier Kaisen | Kenny van Hummel  | Frederik Veuchelen |

### Vrouwen
- 2006  Chantal Beltman
- 2007  Mirjam Melchers